# 鄔波遮盧
鄔波遮盧，佛經名詞，是一轮王之名。
鄔波遮盧又译為小髀。邬波遮卢因自其父之髀生出，故名小髀，與遮盧同为劫初湿生之人。事蹟见《俱舍论》八。